# Idioma eteocretense
El idioma eteocretense (en griego ἐτεόκρητες, es decir, «cretense verdadero») es un idioma no descifrado que fue hablado en la zona oriental de la isla de Creta durante la Antigüedad. Muy probablemente no guarda ninguna relación con el griego. 
Suele reservarse el término «idioma minoico» para el estadio más antiguo de esta lengua testimoniado epigráficamente en la escritura lineal A. Se usa «eteocretense» (lit. «auténtico cretense», del griego ἐτεός, que significa «auténtico» o «verdadero») para referirse específicamente a las inscripciones más tardías datadas entre los siglos VII y III a. C. en alfabeto griego jónico.

## Introducción
Es usual asumir que tanto las inscripciones antiguas en lineal A, conocidas como «idioma minoico», como las inscripciones alfabéticas posteriores conocidas como «idioma eteocretense» corresponden a lenguas relacionadas filogenéticamente, pero no exactamente a la misma lengua. Por tanto las lenguas minoico-eteocretenses deben dividirse en dos estadios:
- Minoico, testimoniado entre el 2500 a. C. y el 1450 a. C.
- Eteocretense, testimoniado entre los siglos VII y III a. C.[1]

La lengua eteocretense  probablemente desciende de la minoica, como se ha mencionado, y se encuentra escrita en caracteres alfabéticos griegos.
El pueblo eteocretense es mencionado por Homero en la Odisea. Por otra parte, Estrabón también los cita, los ubica en el sur de Creta y los relaciona con la ciudad de Praso (aunque parece que haya confundido Praso, en el este de la isla, con otra ciudad que se encontraba al sur llamada Prieso). Añade que los cidones estaban al oeste (según Estrabón, estos también eran un pueblo indígena) y los dorios al este. Además, los aqueos y los pelasgos, que serían los pueblos más poderosos, habitarían las llanuras. Estrabón cita al historiador egipcio Estáfilo como fuente de esta información.
Se han conservado varias inscripciones en eteocretense, datadas del siglo VII a. C. hasta el siglo III a. C. Están escritas en alfabeto arcaico griego local y en alfabeto griego jónico. Cinco son las inscripciones que han sido encontradas de las que se afirma que son eteocretenses: dos en Dreros y tres en Preso, en el municipio cretense de Lasithi. Las de Dreros se conservan en la Colección Arqueológica de Neápolis y las de Preso en el Museo Arqueológico de Heraclión. Hay otras tres inscripciones de Preso que podrían ser eteocretenses.

## Inscripciones conocidas

### Dreros 1
1: ---rmaw|et|isalabre|komn
2: ---d|men|inai|isaluria|lmo
3: ----tonturonmēa.oaoiewad
4: eturo---munadoa-enē--
5: --matritaia--
Parte de la inscripción (líneas 3 a 5) está escrita en griego, probablemente en el dialecto dórico. Debido a la mala conservación de muchas de las palabras, es difícil decir de qué hablaba el texto. Se ha sugerido que las líneas 3-4 podrían significar "está dedicado". Otra posibilidad es que las líneas 3 y 4 se refieran a "queso de cabra", posibilidad reforzada por las palabras pelasgas para "cabra" encontradas en varias formas dialectales griegas (ιξάλη, ιζάλη, ιζάνη, ισάλη, ισσέλα, ιτθέλα, ισθλη, ισσέλη), mostrando una raíz *itsala - que tal vez esté presente en los términos eteocretenses en las líneas 1 y 2. La palabra también puede ser encontrada en la segunda línea de Preso 2, pudiendo ser un verbo (cf. etrusco <en-aš> e <en-iac-a>).

### Dreros 2
La inscripción fue publicada por Henri van Effenterre en su Bulletin de correspondance hellénique 70. El objeto proviene del Delfinio de Dreros, conteniendo una inscripción grabada en un gran bloque hecho de piedra. No está completamente preservado, de forma que las lascas en ambos lados de la inscripción hacen el texto oscuro y de difícil comprensión. Partes de este objeto se han perdido, pero afortunadamente quedan aún las partes que habían sido reproducidas antes de su desaparición.
1: --S|TUPRMĒRIĒIAomo 
2: saidaperenorkioisi|a-- 
3: --kaθarongenoito
El texto en realidad es una inscripción bilingüe. Parte de él fue reconocido como griego dórico, de forma que hay esperanza de que el texto eteocretense pueda al menos reiterar nociones similares, tal como la piedra de Rosetta. La sección en griego del texto fue transcrita por encima del eteocretense en letras minúsculas, traduciéndose de la siguiente forma:
Ομοσαι δαπερ Ενορκίοισι.
Omosai d-haper Enorkioisi.
Pero que pueda él jurar [estas] mismas cosas a los Guardianes de los Juramentos (es decir, 'los dioses').
Α.... καθαρον γένοιτο.
A---- kaθaron genoito.
… que pueda volverse puro.
El texto eteocretense es mucho más corto, lo que sugiere que sólo es un resumen del texto en griego:
--S|TUPRMĒRIĒIA

### Preso 1
1: --nkalmitke
2: os barze a-- o--
3: --ark-agset med-
4: arkrkokles de---
5: --asegdnanit

### Preso 2

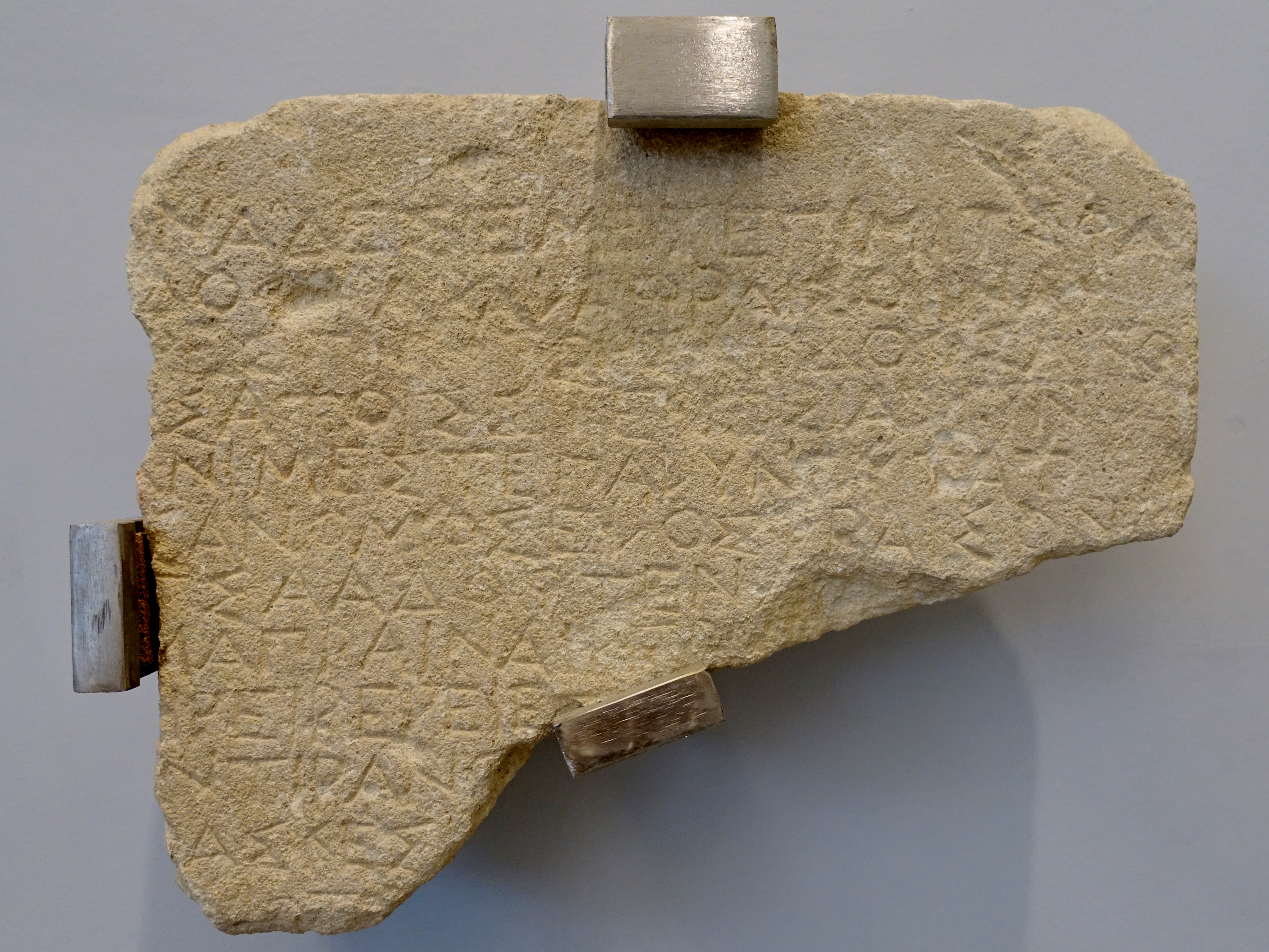
La inscripción «Preso 2».

1:  --onadesimetepimitsφa 
2:  --do--iaralaφraisoiinai vac. 
3:  --restnmtorasardoφsano 
4:  --satoissteφ-satiun vac. 
5:  -animestepaluneutat vac. 
6:  -sanomoselosφraisona 
7:  --tsaadoφtena-- 
8:  --maprainaireri-- 
9:  --ireirereie--- 
10:  --nrirano-- 
11:  --askes-- 
12:  --i-t-- 
13:  --- 
Lo que intriga en el texto más largo es que claramente menciona la ciudad de Preso, además de mostrar declinaciones variadas. El nombre de la ciudad en la línea 2 es <φraiso-i> ("en Preso"), mientras en la línea 6 es <φraiso-na> ("de Preso").

### Preso 3

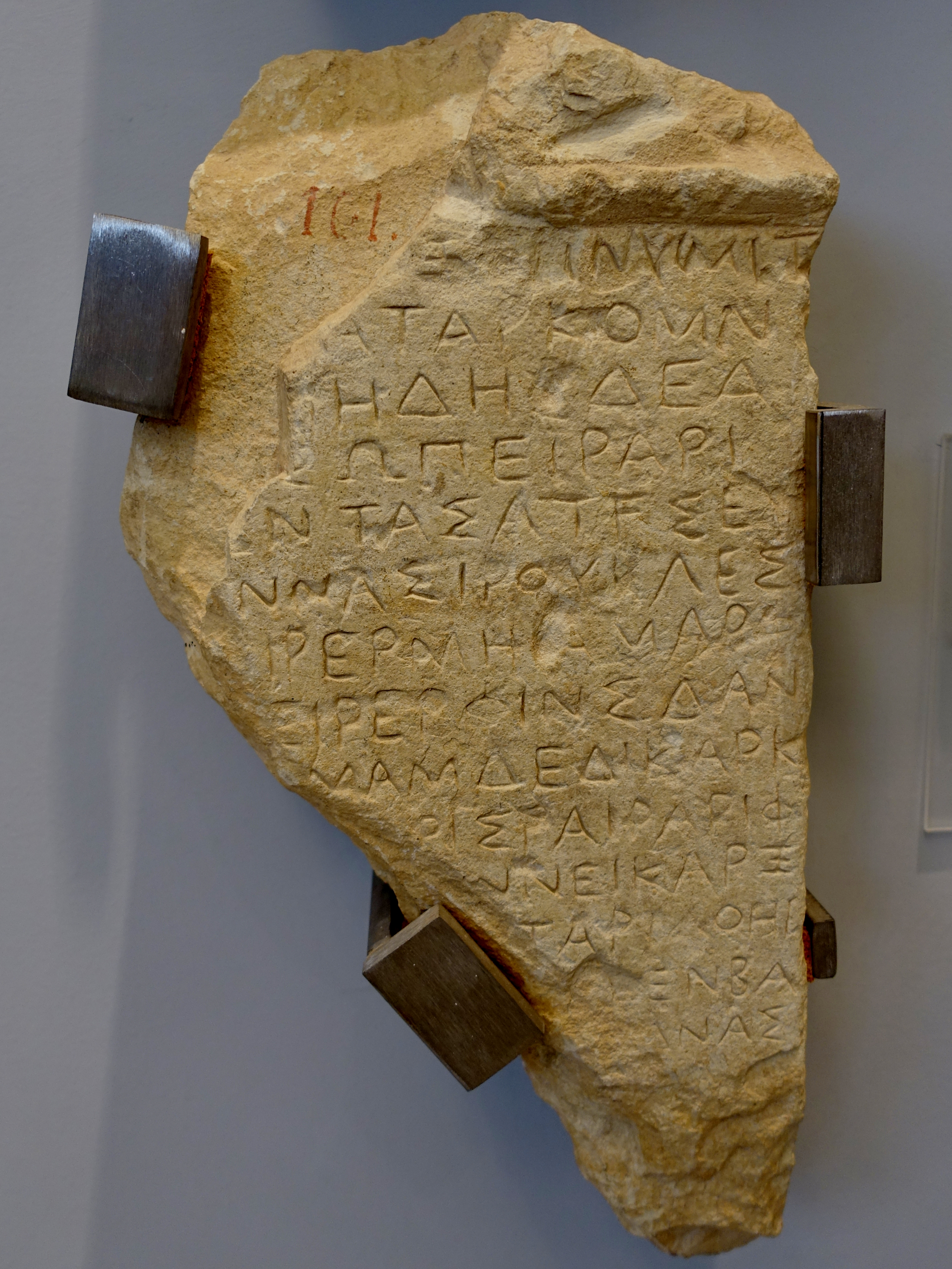
La inscripción «Preso 3».

1:  -x-nnumit 
2:  --atarkomn
3:  ---ēdēsdea 
4:  --sōpeirari
5:  --en tasetwseu 
6:  --nnasiroukles 
7:  --irermēiamarφ 
8:  --eirerφinasdan 
9:  --mamdedikark 
10: --risrairariφ 
11: ---nneikarx 
12: --taridoēi 
13: --enba 
14: --dnas 
15: ----- 
16: --- 

### Preso 4
Acerca de las inscripciones de Preso 4, 5, y 6 existen dudas sobre si pertenecen al idioma eteocretense.
1:----uo--
2:---oit||s--
3:--φ|ras|---
4:---is--

### Preso 5
1: --artia--
2: --e-at--
3: -----a--
4: --θert---
5:  vacat 
6: --kosa--
7: --tern--
8: --komne--
9: --atate--
10: --dears--
11:  vacat 

### Preso 6
1: --ea--
2: --arr--- 
3:  vacat 